# Kinuyo Tanaka
Kinuyo Tanaka (田中 絹代 Tanaka Kinuyo?, n. 29 noiembrie 1909, Shimonoseki, Japonia – d. 21 martie 1977, Japonia) a fost o actriță și regizoare de film japoneză. A avut o carieră întinsă pe o durată de peste 50 de ani, timp în care a apărut în mai mult de 250 de filme, și a devenit bine cunoscută pentru rolurile interpretate în 15 filme regizate de Kenji Mizoguchi între 1940 și 1954, printre care Viața lui Oharu (1952), Ugetsu (1953) și Guvernatorul Sansho (1954). Ea a fost verișoara de gradul doi a regizorului Masaki Kobayashi.

## Biografie

### Începuturile carierei
Tanaka s-a născut în Shimonoseki, Yamaguchi, Japonia. Prima ei apariție în film a avut loc în A Maid of the Genroku Era (1924), ceea ce a marcat, de asemenea, începutul colaborării ei cu studiourile Shochiku. S-a căsătorit cu regizorul Hiroshi Shimizu în 1929, după ce a apărut într-o serie de filme în anii 1920. Deși au divorțat după mai puțin de un an, ea a jucat ulterior într-o serie de filme regizate de fostul ei soț.
A devenit o actriță principală încă de la o vârstă fragedă, apărând în 1929 în filmul I Graduate, But... al lui Yasujirō Ozu. În anul următor a jucat rolul principal în filmul Aiyoku no ki, iar în 1931 a apărut în primul film sonor din Japonia, The Neighbor's Wife and Mine, regizat de Heinosuke Gosho. În anii 1930 ea a devenit atât de populară, încât numele ei a fost inclus în titlurile filmelor, ca în „Povestea lui Kinuyo” (Kinuyo Monogatari) în 1930, „Doctor Kinuyo” (Joi Kinuyo sensei) în 1937 și „Prima iubire a lui Kinuyo” (Kinuyo no hatsukoi) în 1940. În 1938 ea a jucat, alături de Ken Uehara, în filmul Flower in Storm (愛 染 か つ ら Aizen-Katsura) al lui Hiromasa Nomura, care a fost filmul cu cele mai mari încasări din perioada interbelică. În 1940 a lucrat pentru prima dată cu Kenji Mizoguchi, jucând în „O femeie din Osaka” (Naniwa Onna), film care nu s-a păstrat. El a marcat începutul tranziției sale către roluri mai provocatoare.

### Cariera postbelică
Tanaka a efectuat o călătorie de trei luni în Statele Unite ale Americii, începând cu octombrie 1949, ca unul dintre primii delegați culturali postbelici ai Japoniei. La întoarcere și-a dat demisia din cadrul companiei Shochiku și și-a anunțat intenția de a lucra ca actriță liber profesionistă, ceea ce îi oferea o mai mare libertate în alegerea regizorilor cu care dorea să lucreze.

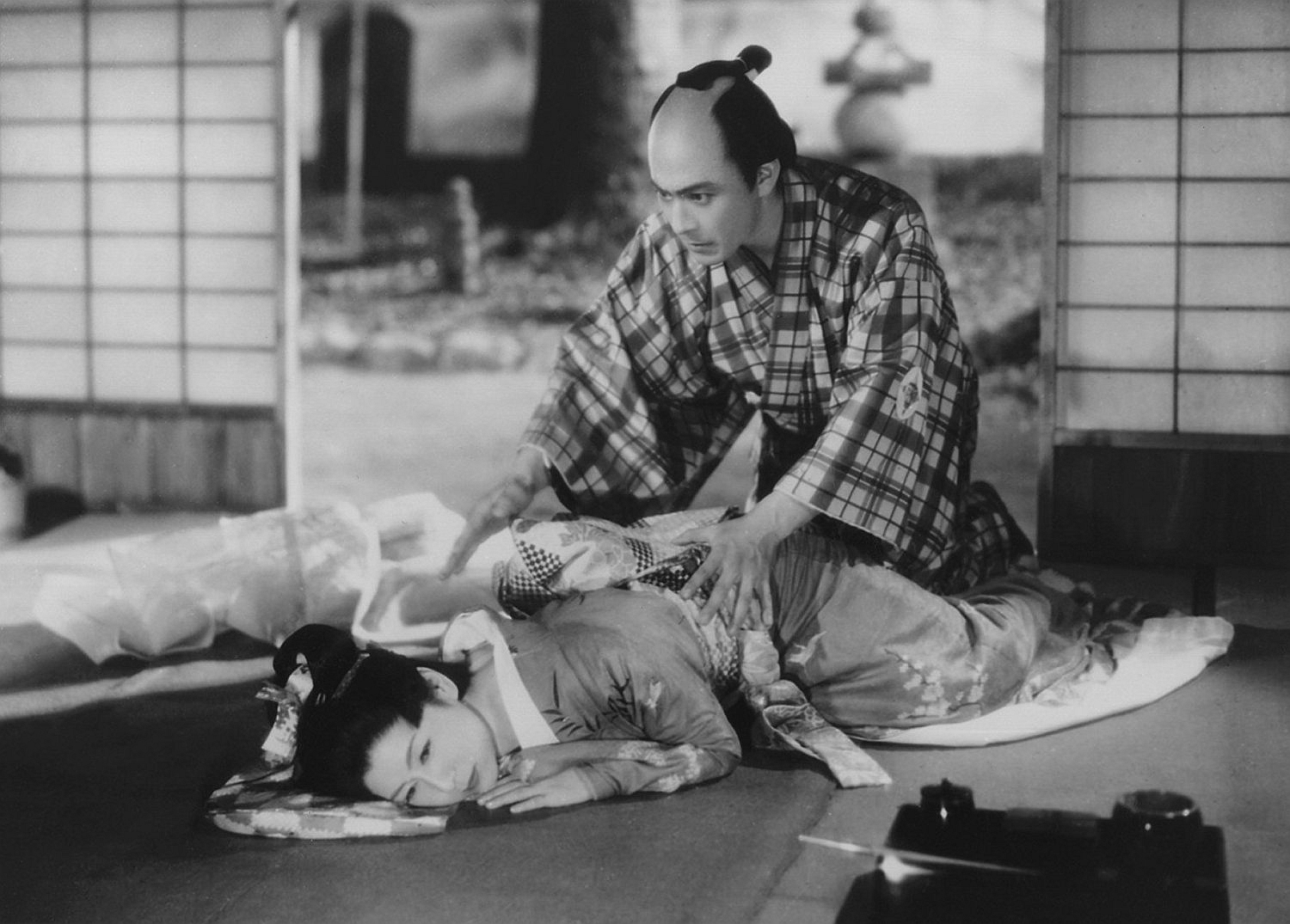
Toshirō Mifune și Kinuyo Tanaka în La Vie d'O'Haru femme galante (1952).

Liberă acum să aleagă cu cine lucrează, Kinuyo Tanaka a început să lucreze, pentru studiourile Daiei și Shintōhō, la o serie impresionantă de filme mari în care au fost combinate talentele unui mare scenarist (Yoshikata Yoda), ale unui operator genial (Kazuo Miyagawa), ale unui regizor imens (Kenji Mizoguchi) și ale actriței sale principale; sunt de menționat filmele Miss Oyu (お遊さま Oyū-sama?, 1951), La Vie d'O'Haru femme galante (西鶴一代女 Saikaku ichidai onna?, 1952), Les Contes de la lune vague après la pluie (雨月物語 Ugetsu monogatari?, 1953) și L'Intendant Sansho (山椒大夫 Sanshō dayū?, 1954). Aceste ultime trei filme au fost premiate trei ani consecutivi la Festivalul Internațional de Film de la Veneția, contribuind astfel la recunoașterea internațională a lui Kenji Mizoguchi și Kinuyo Tanaka. Interpretarea ei din La Vie d'O'Haru femme galante condensează într-un singur film mai multe roluri emblematice ale actriței de comedie: femeie nobilă de la curte, amantă, mamă, gheișă, soție a unui bărbat din clasa de mijloc, prostituată și în sfârșit pelerină; această interpretare a fost considerată de istoricul de film Stuart Galbraith IV „strălucitoare”, „uimitoare”, „una dintre cele mai bune din întreaga cinematografie japoneză”. Zvonurile despre o relație romantică între Kinuyo Tanaka și Kenji Mizoguchi continuă să consolideze mitul „cineastului și muzei sale”, deși actrița a negat întotdeauna existența unei astfel de legături romantice. Relația lor de colaborare s-a încheiat în momentul în care Mizoguchi a respins recomandarea Asociației Regizorilor din Japonia pentru studioul Nikkatsu de a o angaja ca regizoare. În ciuda acestui fapt, producția celui de-al doilea ei film pe care l-a regizat a continuat, dar Tanaka nu l-a iertat niciodată pe Mizoguchi, iar motivele comportamentului lui sunt neclare.
Actrița a colaborat cu cei mai mari regizori ale acestei perioade: cu Yasujirō Ozu în Les Sœurs Munakata (宗方姉妹 Munakata kyōdai?, 1950) și Fleurs d'équinoxe (彼岸花 Higanbana?, 1958), primul film color al regizorului, ca și cu Heinosuke Gosho în Là d'où l'on voit les cheminées (煙突の見える場所 Entotsu no mieru basho?, 1953). A colaborat cu Mikio Naruse în filmele Le Fard de Ginza (銀座化粧 Ginza keshō?, 1951), La Mère (おかあさん Okaasan?, 1952), unul dintre cele mai bune filme ale regizorului, potrivit lui Tadao Satō, și Au gré du courant (流れる Nagareru?, 1956), apoi cu Kaneto Shindō în La tristesse est aux femmes (悲しみは女だけに Kanashimi wa onna dakeni?, 1958).
În 1958, Keisuke Kinoshita i-a oferit unul dintre cele mai frumoase roluri ale sale în filmul La Ballade de Narayama (楢山節考 Narayama bushiko?), o adaptare în stilul teatrului kabuki și însoțită de muzică jōruri a romanului lui Shichirō Fukazawa, el însuși inspirat dintr-o veche legendă populară. Ea a interpretat acolo rolul unei femei bătrâne și sărace care acceptă fericită să se supună obiceiului ca bătrânii satului care au împlinit vârsta de 70 de ani să fie abandonați în munți pentru a muri. Aflată atunci la vârsta de patruzeci și opt de ani, ea și-a scos patru implanturi dentare pentru a întruchipa acest personaj cu douăzeci de ani mai în vârstă, mărturie a pasiunii cu care actrița își exercită arta.. Revista Kinema Junpō  i-a acordat premiul pentru cea mai bună actriță a anului 1958 pentru această interpretare.
În anii 1950 filmografia lui Kinuyo Tanaka a fost vertiginoasă, deoarece a inclus creații majore ale cinematografiei japoneze clasice.

### Regizoare și actriță
Tanaka a fost a doua femeie japoneză care a lucrat ca regizor de film, după Sakane Tazuko (1904–1975). Primul film pe care l-a regizat a fost Love Letter în 1953, după un scenariu al lui Kinoshita, care a fost înscris la Festivalul de Film de la Cannes în 1954. A regizat apoi alte cinci filme între 1953 și 1962. Filmul „Moon Has Risen” (Tsuki wa noborinu) în 1955 a avut scenariul scris de Yasujirō Ozu, iar „Wandering Princess” (Ruten no onna), în care a jucat Machiko Kyō, a fost realizat după scenariul soției lui Kon Ichikawa. În paralel cu activitatea regizorală, Tanaka și-a continuat cariera de actriță, apărând ca mama lui Yasumoto în filmul Barbă Roșie (1965) al lui Akira Kurosawa. Pentru interpretarea prostituatei în vârstă în Sandakan N ° 8 al lui Kei Kumai, ea a câștigat premiul Ursul de Aur pentru cea mai bună actriță la cel de-al 25-lea festival internațional de film de la Berlin din 1975. În anii 1960, s-a orientat tot mai mult spre televiziune.

### Sfârșitul carierei
Începând din anii 1960 cariera lui Kinuyo Tanaka a intrat în declin. Ea a apărut mai ales în producții de televiziune și a primit doar câteva roluri secundare în filmele lui Mikio Naruse (Chronique de mon vagabondage (放浪記 Hōrōki?, 1962)), Kon Ichikawa (Seul sur l'océan Pacifique (太平洋ひとりぼっち Taiheiyō hitori-botchi?, 1963)) sau Akira Kurosawa (Barbă Roșie (赤ひげ Akahige?, 1965)).
În 1975 ea a fost una dintre persoanele intervievate în documentarul Kenji Mizoguchi ou la vie d'un artiste (ある映画監督の生涯 溝口健二の記録 Aru eiga-kantoku no shōgai Mizoguchi Kenji no kiroku?) pe care Kaneto Shindō i l-a dedicat regizorului Kenji Mizoguchi.
Tanaka a murit din cauza unei tumori cerebrale la 21 martie 1977.

## Posteritate

### Premiul „Kinuyo Tanaka”
În 1985, la mai puțin de opt ani de la moartea actriței-regizoare, a fost creat premiul „Kinuyo Tanaka” în cadrul premiilor Mainichi, la inițiativa regizorului Masaki Kobayashi. El recompensează în fiecare an o actriță pentru întreaga sa carieră. Sayuri Yoshinaga a fost prima laureată a acestui premiu în 1986, ea interpretând cu un an mai înainte rolul lui Kinuyo Tanaka în filmul L'Actrice, filmul biografic pe care i l-a dedicat Kon Ichikawa. Printre actrițele care au primit premiul „Kinuyo Tanaka” se numără Chieko Baishō (1987), Shima Iwashita (1989), Keiko Kishi (1991), Yoshiko Kuga (1995), Chikage Awashima (1998), Keiko Awaji (2005), Ayako Wakao (2006), Mitsuko Kusabue (2007) și Mariko Kaga (2013).

### În cinema
În 1987 cineastul Kon Ichikawa a realizat L'Actrice (映画女優 Eiga joyū?), un film care prezintă viața lui Kinuyo Tanaka într-o perioadă cuprinsă între 1926 și până la turnarea filmului La Vie d'O'Haru femme galante (西鶴一代女 Saikaku ichidai onna?) în 1952, cu următoarea distribuție: Sayuri Yoshinaga în rolul lui Kinuyo Tanaka, Bunta Sugawara în rolul lui Kenji Mizoguchi, Kiichi Nakai în rolul lui Heinosuke Gosho și Tōru Watanabe în rolul lui Hiroshi Shimizu. Scenariul a fost scris de Kaneto Shindō, după propria sa carte biografică dedicată actriței: Shōsetsu Tanaka Kinuyo (小說田中絹代?).

## Filmografie
Filmografia lui Kinuyo Tanaka a fost stabilită pe baza a două surse: baza de date JMDb pe de o parte și filmografia ei de pe site-ul Muzeului Kinuyo Tanaka Bunkakan pe de altă parte.
Pentru filmele care nu apar decât în una din aceste două surse, a fost adăugată o notă.

### Actriță
Ea a apărut în peste 259 de filme:

#### Anii 1920

Selecții de scene din filmele în care a apărut Kinuyo Tanaka în anii 1920-1930
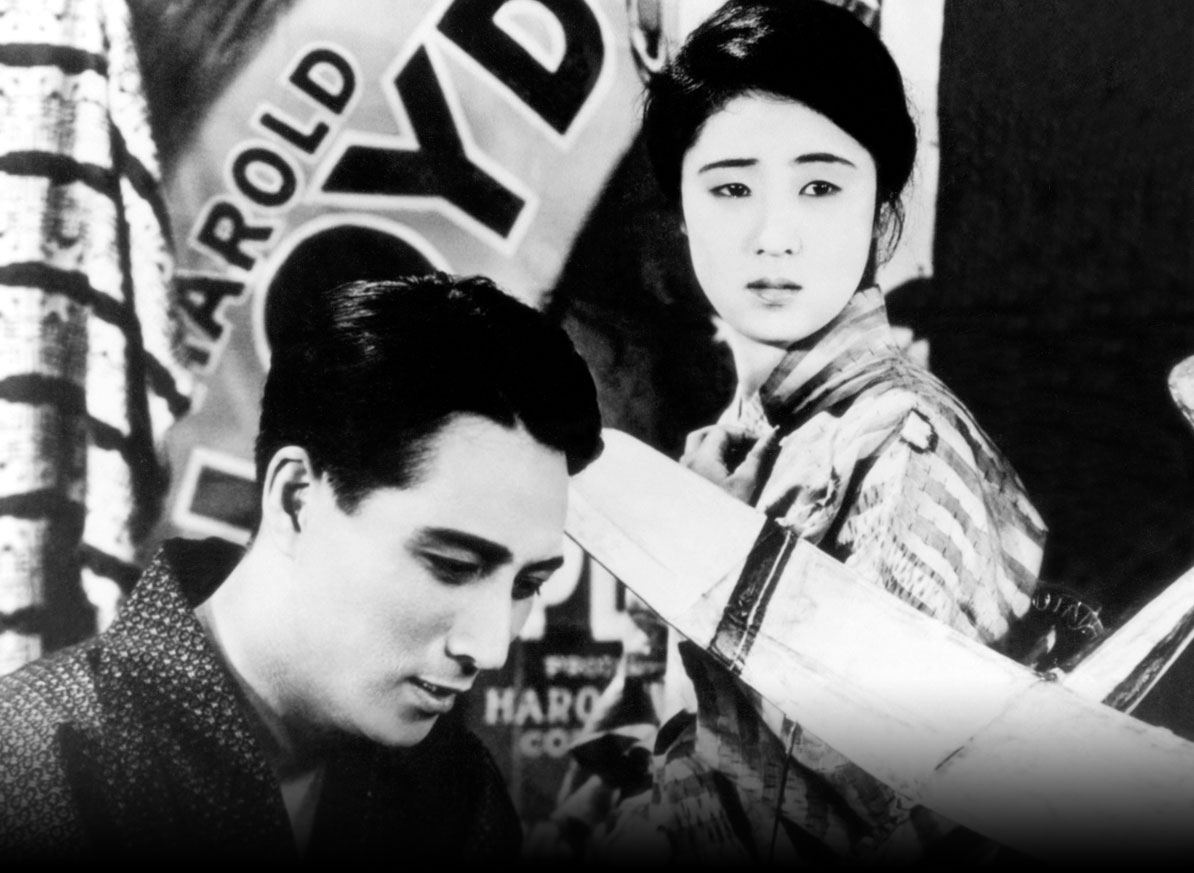
J'ai été diplômé, mais... (1929).
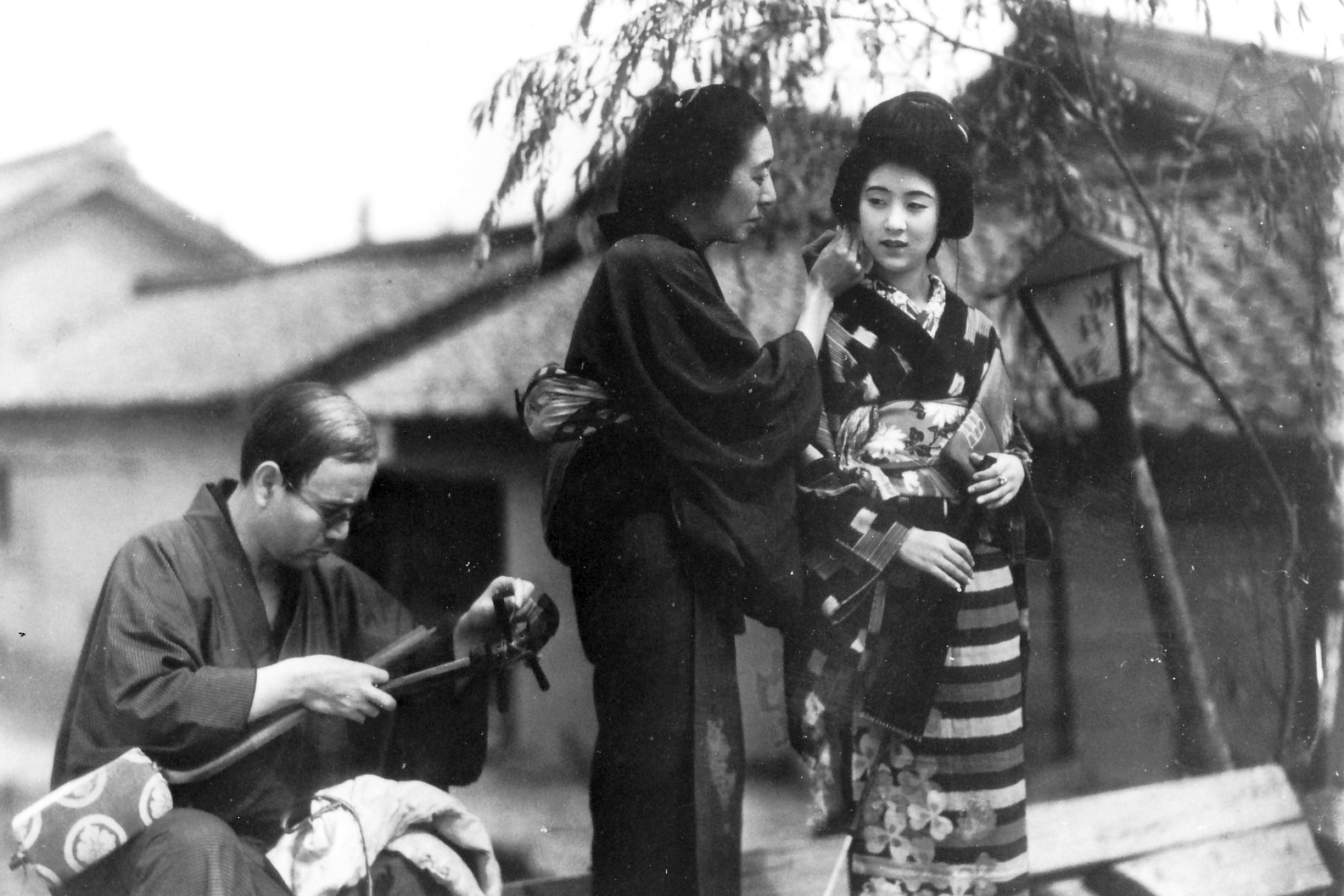
L'histoire de Kinuyo (1930).
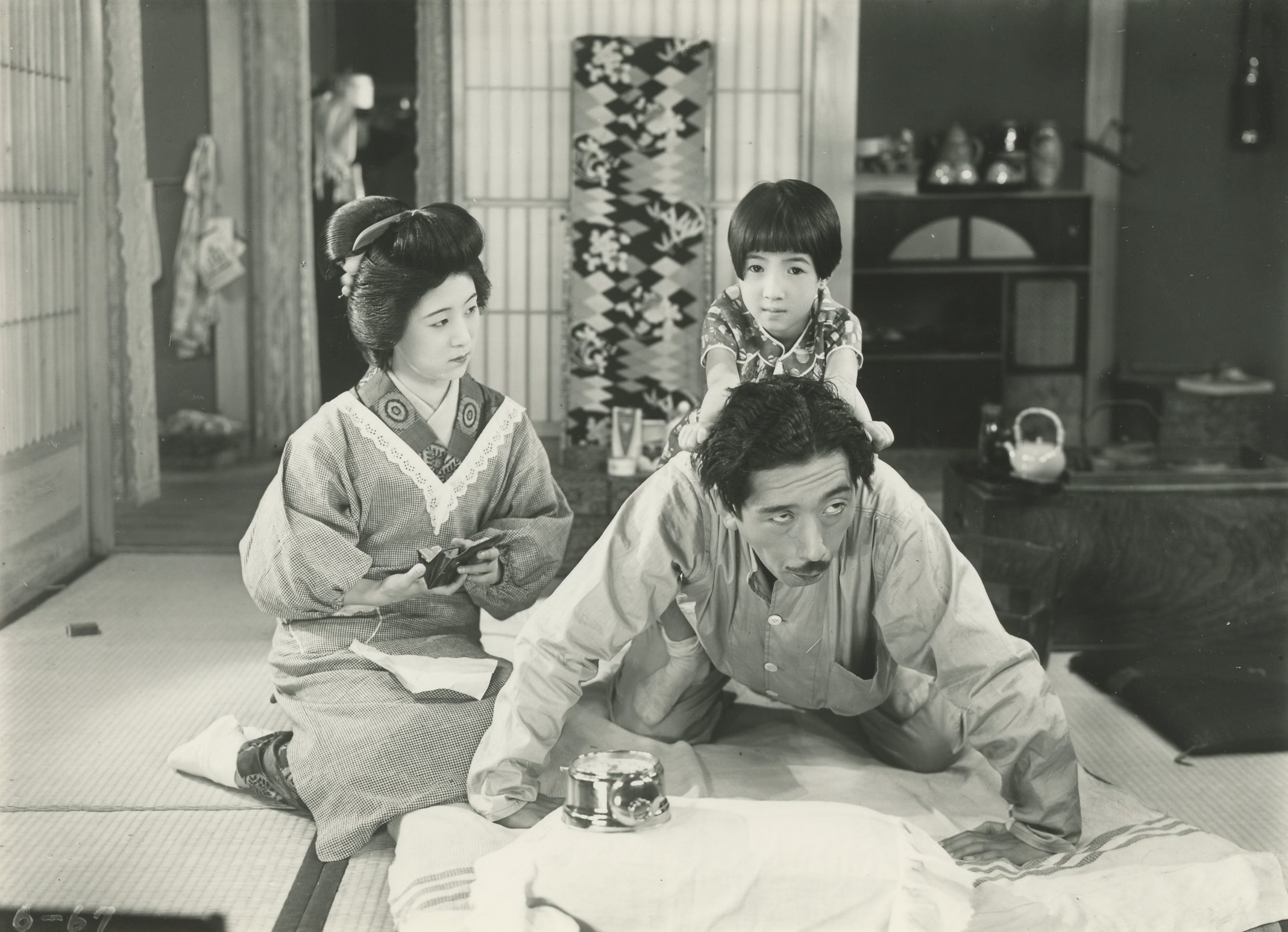
Mon amie et mon épouse (1931).
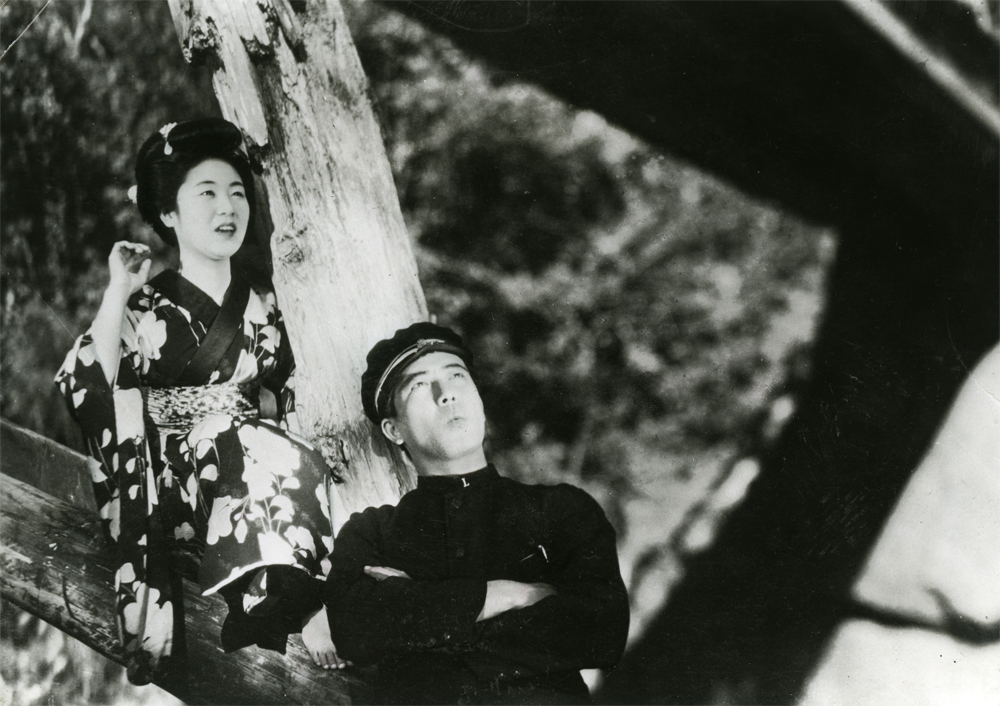
La Danseuse d'Izu (1933).
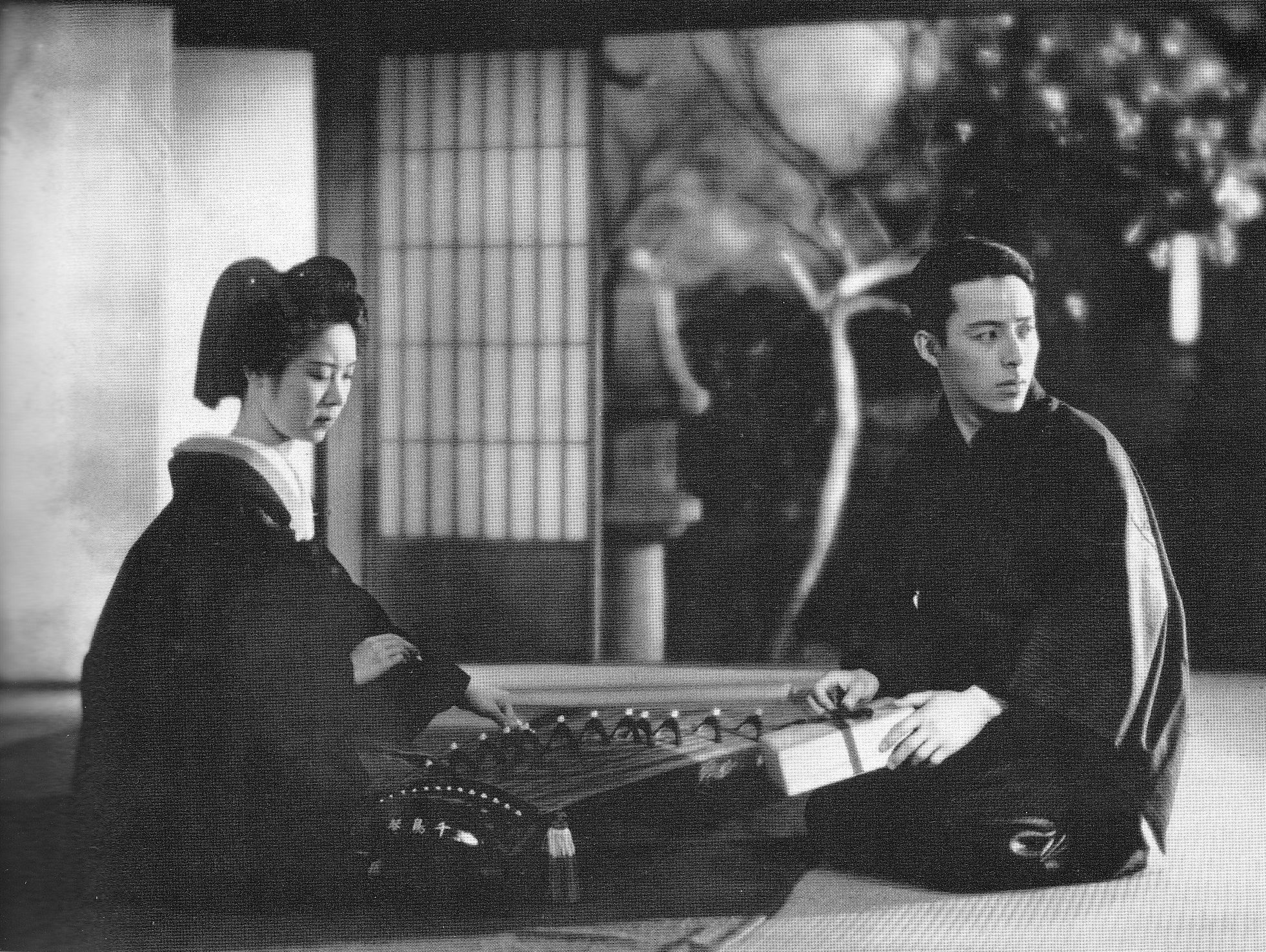
Okoto et Sasuke (1935).
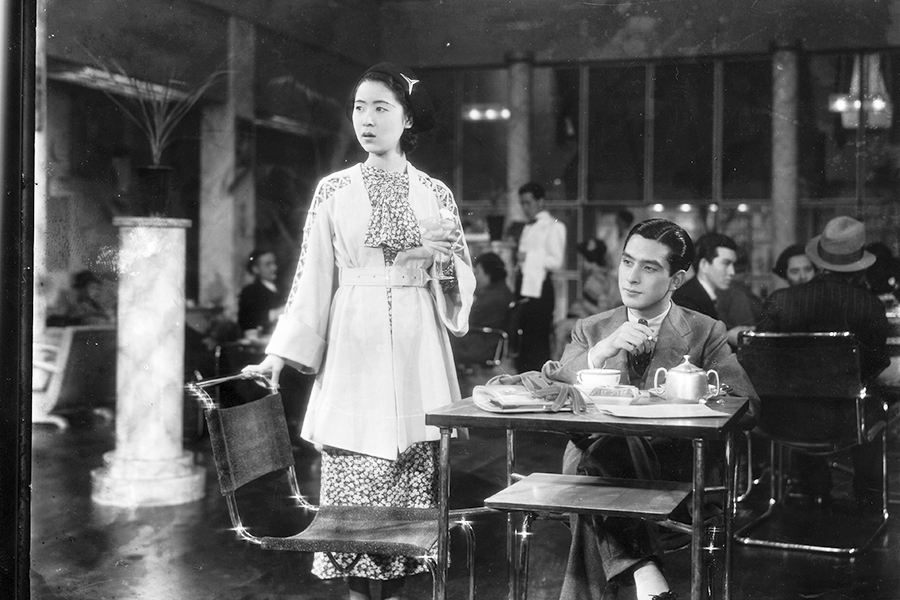
Le Nouveau Chemin (1936).

- 1924: La Femme de l'ère Genroku (元禄女 Genroku onna?), regizat de Hōtei Nomura
- 1924: Le Pâturage du village (村の牧場 Mura no bokujo?), regizat de Hiroshi Shimizu - Oharu
- 1925: Les Petits Artistes ambulants (小さき旅芸人 Chiisaki tabi geinin?), regizat de Hiroshi Shimizu
- 1925: Le Cri du torrent (激流の叫び Gekiryū no sakebi?), regizat de Hiroshi Shimizu
- 1925: Un amour intrépide (勇敢なる恋 Yūkan naru koi?), regizat de Yasujirō Shimazu
- 1925: La nature juge (自然は裁く Shizen wa sabaku?), regizat de Yasujirō Shimazu
- 1925: Cent hommes qui se battent d'un même cœur (一心寺の百人斬 Isshin-ji no hyakuningiri?), regizat de Hiroshi Shimizu
- 1925: Le Guerrier tombé (落武者 Ochimusha?), regizat de Hiroshi Shimizu
- 1925: Les Liens de l'amour (恋の捕縄 Koi no honawa?), regizat de Hiroshi Shimizu
- 1925: Goiken gomuyō (御意見御無用?), regizat de Yoshinobu Ikeda
- 1926: Une époque languissante (悩ましき頃 Nayamashiki koro?), regizat de Hiroshi Shimizu
- 1926: Les Gens du quartier (街の人々 Machi no hitobito?), regizat de Heinosuke Gosho
- 1926: Ara ! Nonki dane (あら!呑気だね?), regizat de Yoshinobu Ikeda
- 1926: Un Blanc-bec (お坊ちゃん Obotchan?), regizat de Yasujirō Shimazu
- 1926: Torrent (奔流 Honryū?), regizat de Heinosuke Gosho
- 1926: L'Homme trahi (裏切られ者 Uragiraremono?), regizat de Hiroshi Shimizu
- 1926: Koi to ikichi  (恋と意気地?), regizat de Takeo Tsutami
- 1926: L'Épée monstrueuse (妖刀 Yōtō?), regizat de Hiroshi Shimizu
- 1926: Kara botan (カラボタン?), regizat de Hōtei Nomura
- 1926: Shimizu no Jirochō (清水次郎長全伝?), regizat de Jirō Yoshino
- 1926: Elle (彼女 Kanojo?), regizat de Heinosuke Gosho
- 1926: Hiramekuha (閃く刃?), regizat de Tadamoto Ōkubo
- 1926: Umoretaru seishun (埋れたる青春?), regizat de Yoshinobu Ikeda
- 1927: Antō (暗闘?), regizat de Torajirō Saitō
- 1927: Chikashitsu (地下室?), regizat de Takeo Tsutami
- 1927: Yatsu no shō man (奴の小万?), regizat de Tsutomu Shigemune
- 1927: Tennōji no harakiri (天王寺の腹切り?), regizat de Shirō Nakagawa
- 1927: Takada no baba (高田の馬場?), regizat de Torajirō Saitō
- 1927: Un rêve honteux (恥しい夢 Hasukashii yume?), regizat de Heinosuke Gosho
- 1927: Madō (魔道?), regizat de Torajirō Saitō
- 1927: Kokkyō no uta (国境の唄?), regizat de Takeo Tsutami
- 1927: Shinju fujin (真珠夫人?), regizat de Yoshinobu Ikeda
- 1927: Byakkotai (白虎隊?), regizat de Hōtei Nomura[n 3]
- 1927: Higan sen-nin zan (悲願千人斬?), regizat de Jirō Yoshino
- 1927: Musasabi no Sankichi (むさゝびの三吉?), regizat de Tsutomu Shigemune
- 1927: Yoru no kyōsha (夜の強者?), regizat de Takeo Tsutami
- 1927: Kiso shinchū (木曾心中?), regizat de Jirō Yoshino
- 1928: Kindai musha shugyō (近代武者修行?), regizat de Kiyohiko Ushihara
- 1928: Chronique d'un pays marin (海国記 Kaikokuki?), regizat de Teinosuke Kinugasa - Oaki
- 1928: Elle est bien jeune (若しも彼女が Moshimo kanojo ga?), regizat de Yasujirō Shimazu
- 1928: La Fiancée du village (村の花嫁 Mura no hanayome?), regizat de Heinosuke Gosho - Okinu
- 1928: L'Âge de l'émotion (感激時代 Kangeki jidai?), regizat de Kiyohiko Ushihara
- 1928: Fumetsu no ai (不滅の愛?), regizat de Tsutomu Shigemune
- 1928: Eien no kokoro (永遠の心?), regizat de Keisuke Sasaki
- 1928: Tetsu no shojo (鉄の処女?), regizat de Tadamoto Ōkubo
- 1928: Appare bi danshi (天晴れ美男子?), regizat de Torajirō Saitō
- 1928: Une silhouette dans la nuit (人の世の姿 Hito no yo no sugata?), regizat de Heinosuke Gosho
- 1928: Lui et la campagne (彼と田園 Kare to den'en?), regizat de Kiyohiko Ushihara[n 3]
- 1928: Saikun haigyō (妻君廃業?), regizat de Tadamoto Ōkubo
- 1928: Gokurō-sama (御苦労様?), regizat de Tadamoto Ōkubo
- 1928: Le Roi de la Terre (陸の王者 Riku no ōja?), regizat de Kiyohiko Ushihara
- 1928: Des années de Showa étincelantes (輝く昭和 Kagayaku Shōwa?), regizat de Yasujirō Shimazu
- 1928: Seishun kōkyōgaku (青春交響楽?), regizat de Hōtei Nomura
- 1928: Mère, ne salis pas ton nom ! (母よ君の名を汚す勿れ Haha-yo kimi no na o kegasu nakare?), regizat de Heinosuke Gosho[n 4]
- 1929: Le Forgeron de la forêt (森の鍛冶屋 Mori no kajiya?), regizat de Hiroshi Shimizu - Omitsu
- 1929: Lions d’Echigo (越後獅子 Echigo jishi?), regizat de Yasujirō Shimazu
- 1929: Lui et la vie (彼と人生 Kare to jinsei?), regizat de Kiyohiko Ushihara
- 1929: Une chanson gaie (陽気な唄 Yōkina uta?), regizat de Hiroshi Shimizu[n 4]
- 1929: Hibari naku sato (雲雀なく里?), regizat de Hōtei Nomura[n 3]
- 1929: Daitokai: Rōdō-hen (大都会・労働篇?), regizat de Kiyohiko Ushihara
- 1929: Le Bottin des filles modernes (新女性鑑 Shin joseikan?), regizat de Heinosuke Gosho
- 1929: Une chanson gaie (陽気な唄 Yōkina uta?), regizat de Hiroshi Shimizu
- 1929: J'ai été diplômé, mais... (大学は出たけれど Daigaku wa deta keredo?), regizat de Yasujirō Ozu : Machiko Nomoto
- 1929: Yama no gaika (山の凱歌?), regizat de Kiyohiko Ushihara
- 1929: Un père et son fils (親父とその子 Oyaji to sono ko?), regizat de Heinosuke Gosho[n 4]

#### Anii 1930
- 1930: Tekken seisai (鉄拳制裁?), regizat de Hiromasa Nomura
- 1930: L'Armée avance (進軍 Shingun?), regizat de Kiyohiko Ushihara - Toshiko Yamamoto
- 1930: Seishun fu (青春譜?), regizat de Yoshinobu Ikeda
- 1930: J'ai été recalé, mais... (落第はしたけれど Rakudai wa shita keredo?), regizat de Yasujirō Ozu
- 1930: Onna wa doko e iku (女は何処へ行く?), regizat de Tadao Ikeda
- 1930: Une vie souriante (微笑む人生 Hohoemu jinsei?), regizat de Heinosuke Gosho
- 1930: La Grande Forêt (大森林 Dai shinrin?), regizat de Heinosuke Gosho[n 3]
- 1930: Daitokai: Bakuhatsu-hen (大都会・爆発篇?), regizat de Kiyohiko Ushihara
- 1930: Les Gros Bateaux (巨船 Kyosen?), regizat de Yasujirō Shimazu
- 1930: L'Histoire de Kinoyo (絹代物語 Kinuyo monogatari?), regizat de Heinosuke Gosho
- 1930: Journal des passions (愛慾の記 Aiyoku no ki?), regizat de Heinosuke Gosho
- 1930: Wakamono yo naze naku ka (若者よなぜ泣くか?), regizat de Kiyohiko Ushihara
- 1930: Mademoiselle (お嬢さん Ojosan?), regizat de Yasujirō Ozu - Kinuko
- 1931: Amour, sois avec l’humanité I - II (愛よ人類と共にあれ Ai yo jinrui to tomo ni are I - II?), regizat de Yasujirō Shimazu
- 1931: Hogaraka ni nake (朗かに泣け?), regizat de Keisuke Sasaki
- 1931: Shimai (姉妹・前後篇?), regizat de Yoshinobu Ikeda
- 1931: Mon amie et mon épouse (マダムと女房 Madamu to nyōbō?), regizat de Heinosuke Gosho - soția dramaturgului
- 1931: Runpen to sono musume (ルンペンとその娘?), regizat de Shirō Kido
- 1931: Une affaire de nu (島の裸体事件 Shima no ratai jiken?), regizat de Heinosuke Gosho[n 3]
- 1931: La Ligne de la vie ABC I - II (生活線ＡＢＣ Seikatsu-sen ABC I - II?), regizat de Yasujirō Shimazu - Fujie
- 1931: Junan no onna (受難の女?), regizat de Hōtei Nomura[n 4]
- 1932: Le Démon de l'or (金色夜叉 Konjiki yasha?), regizat de Hōtei Nomura - Kamosawa Miya
- 1932: L’Issue du combat (勝敗 Shōhai?), regizat de Yasujirō Shimazu
- 1932: Mon idiot de frère (兄さんの馬鹿 Niisan no baka?), regizat de Heinosuke Gosho - sora
- 1932: Les Saules du quartier de Ginza (銀座の柳 Ginza no yanagi?), regizat de Heinosuke Gosho
- 1932: Taiyō wa higashiyori (太陽は東より?), regizat de Sessue Hayakawa
- 1932: Romance de studio - guide de l'amour (撮影所ロマンス・恋愛案内 Satsueijo romansu, ren'ai annai?), regizat de Heinosuke Gosho
- 1932: Kagayake Nippon josei (輝け日本女性?), regizat de Hiromasa Nomura
- 1932: Le Tokyo des amours (恋の東京 Koi no Tōkyō?), regizat de Heinosuke Gosho
- 1932: Où sont les rêves de jeunesse ? (青春の夢いまいづこ Sheishun no yume imaizuko?), regizat de Yasujirō Ozu - Shigeko
- 1932: Zone de tempête (暴風帯 Bōfūtai?), regizat de Hiroshi Shimizu[n 4]
- 1932: Les 47 Rōnin (忠臣蔵・前後篇 Chūshingura?), regizat de Teinosuke Kinugasa
- 1933: Les Rêves de la jeune fille mariée (花嫁の寝言 Hanayome no negoto?), regizat de Heinosuke Gosho - Haruko, tânăra soție
- 1933: La Danseuse d'Izu (恋の花咲く 伊豆の踊子 Koi no hana saku Izu no odoriko?), regizat de Heinosuke Gosho - dansatoarea Kaoru
- 1933: Une femme de Tokyo (東京の女 Tokyo no onna?), regizat de Yasujirō Ozu - Harue
- 1933: Ōendanchō no koi (応援団長の恋?), regizat de Hiromasa Nomura
- 1933: Femmes et Voyous (非常線の女 Hijosen no onna?), regizat de Yasujirō Ozu - Tokiko
- 1933: Seidon (晴曇?), regizat de Hōtei Nomura
- 1933: Kekkon kaidō (結婚街道?), regizat de Tsutomu Shigemune
- 1933: Yomeiri mae (嫁入り前?), regizat de Hiromasa Nomura
- 1933: Chinchōge (沈丁花?), regizat de Hōtei Nomura
- 1933: Deux prunelles (双眸 Sōbō?), regizat de Mikio Naruse - Yoshiko Hinoto
- 1934: Une mère orientale (東洋の母 Tōyō no haha?), regizat de Hiroshi Shimizu
- 1934: Onna keizu (婦系図?), regizat de Hōtei Nomura - Otsuta
- 1934: Au rythme du printemps (さくら音頭 Sakura ondo?), regizat de Heinosuke Gosho
- 1934: Chijō no seiza: Chijō hen (地上の星座 前篇 地上篇?), regizat de Hōtei Nomura
- 1934: Chijō no seiza: Seiza hen (地上の星座 後篇 星座篇?), regizat de Hōtei Nomura
- 1934: Shinkon ryokō (新婚旅行?), regizat de Hiromasa Nomura
- 1934: Machi no bōfū (街の暴風?), regizat de Hōtei Nomura
- 1934: Osayo amoureuse (お小夜恋姿 Osayo koi sugata?), regizat de Yasujirō Shimazu - Osayo
- 1934: Sono yoru no onna (その夜の女?), regizat de Yasujirō Shimazu
- 1934: Mon frère aîné (私の兄さん Watashi no niisan?), regizat de Yasujirō Shimazu - Sumako
- 1935: Une jeune fille pure (箱入娘 Hakoiri musume?), regizat de Yasujirō Ozu - Oshige
- 1935: Haha no ai (母の愛 愛児編・苦闘編?), regizat de Yoshinobu Ikeda[n 3]
- 1935: Okoto et Sasuke (春琴抄 お琴と佐助 Shunkinsho: Okoto to Sasuke?), regizat de Yasujirō Shimazu - Okoto Moyuza / Shunkin
- 1935: Yume utsuno (夢うつゝ?), regizat de Hiromasa Nomura
- 1935: Eikyū no ai (永久の愛・前後篇?), regizat de Yoshinobu Ikeda
- 1935: Au moins ce soir (せめて今宵を Semete koyoi?), regizat de Yasujirō Shimazu
- 1935: Le Fardeau de la vie (人生のお荷物 Jinsei no onimotsu?), regizat de Heinosuke Gosho - Itsuko Kuriyama
- 1935: Comparaison de belles-filles (花嫁くらべ Hanayome kurabe?), regizat de Yasujirō Shimazu
- 1936: Onatsu Seijūrō (お夏清十郎?), regizat de Minoru Inuzuka
- 1936: Hommes contre femmes (男性対女性 Dansei tai josei?), regizat de Yasujirō Shimazu - Tokiko
- 1936: Le Nouveau Chemin : Akemi (新道・朱実の巻 Shindo: Akemi no maki?), regizat de Heinosuke Gosho - Akemi Munekata
- 1936: Le Nouveau Chemin : Ryota (新道・良太の巻 Shindo: Ryota no maki?), regizat de Heinosuke Gosho - Akemi Munekata
- 1936: Waga haha no sho (わが母の書?), regizat de Yoshinobu Ikeda
- 1937: La Chanson du panier à fleur (花籠の歌 Hanakago no uta?), regizat de Heinosuke Gosho - Yoko Mori
- 1937: Docteur Kinuyo (女医絹代先生 Joi Kinuyo sensei?), regizat de Hiromasa Nomura - Kinuyo Yamaoka
- 1937: Otoko no tsugunai (男の償ひ 前篇・後篇?), regizat de Hiromasa Nomura
- 1937: Banchō sarayashiki (番町皿屋敷?), regizat de Taizō Fuyushima
- 1937: Akatsuki wa tōkere do (暁は遠けれど?), regizat de Yasushi Sasaki
- 1938: La jeune fille qui fredonne (鼻唄お嬢さん Hanauta ojōsan?), regizat de Minoru Shibuya
- 1938: Départ (出発 Shuppatsu?), regizat de Hiroshi Shimizu
- 1938: La Mère et l'enfant (母と子 Haha to ko?), regizat de Minoru Shibuya
- 1938: Katsura, l'arbre de l'amour (愛染かつら・前後篇 Aizen katsura?), regizat de Hiromasa Nomura - Katsue Takaishi
- 1938: Haha no uta (母の歌・前後篇?), regizat de Yasushi Sasaki
- 1938: Shinshaku Tōnin Okichi (新釈・唐人お吉 焚身篇?), regizat de Minoru Inuzuka
- 1939: La Détermination d’Okayo (お加代の覚悟 Okayo no kakugo?), regizat de Yasujirō Shimazu - Okayo
- 1939: Vent du sud (南風 Minamikaze?), regizat de Minoru Shibuya - Kikuko Daisai
- 1939: Shunrai (春雷・前後篇?), regizat de Keisuke Sasaki
- 1939: Zoku aizen katsura (続・愛染かつら?), regizat de Hiromasa Nomura - Katsue Takaishi
- 1939: Des mauvaises herbes avec des fleurs (花のある雑草 Hana no aru zassō?), regizat de Hiroshi Shimizu
- 1939: Les fruits du mûrier sont écarlates (桑の実は紅い Kuwa no mi wa akai?), regizat de Hiroshi Shimizu
- 1939: Aizen katsura: Kanketsu-hen (愛染かつら 完結篇?), regizat de Hiromasa Nomura - Katsue Takaishi

#### Anii 1940

Selecții de scene din filmele în care a apărut Kinuyo Tanaka în anii 1940-1950
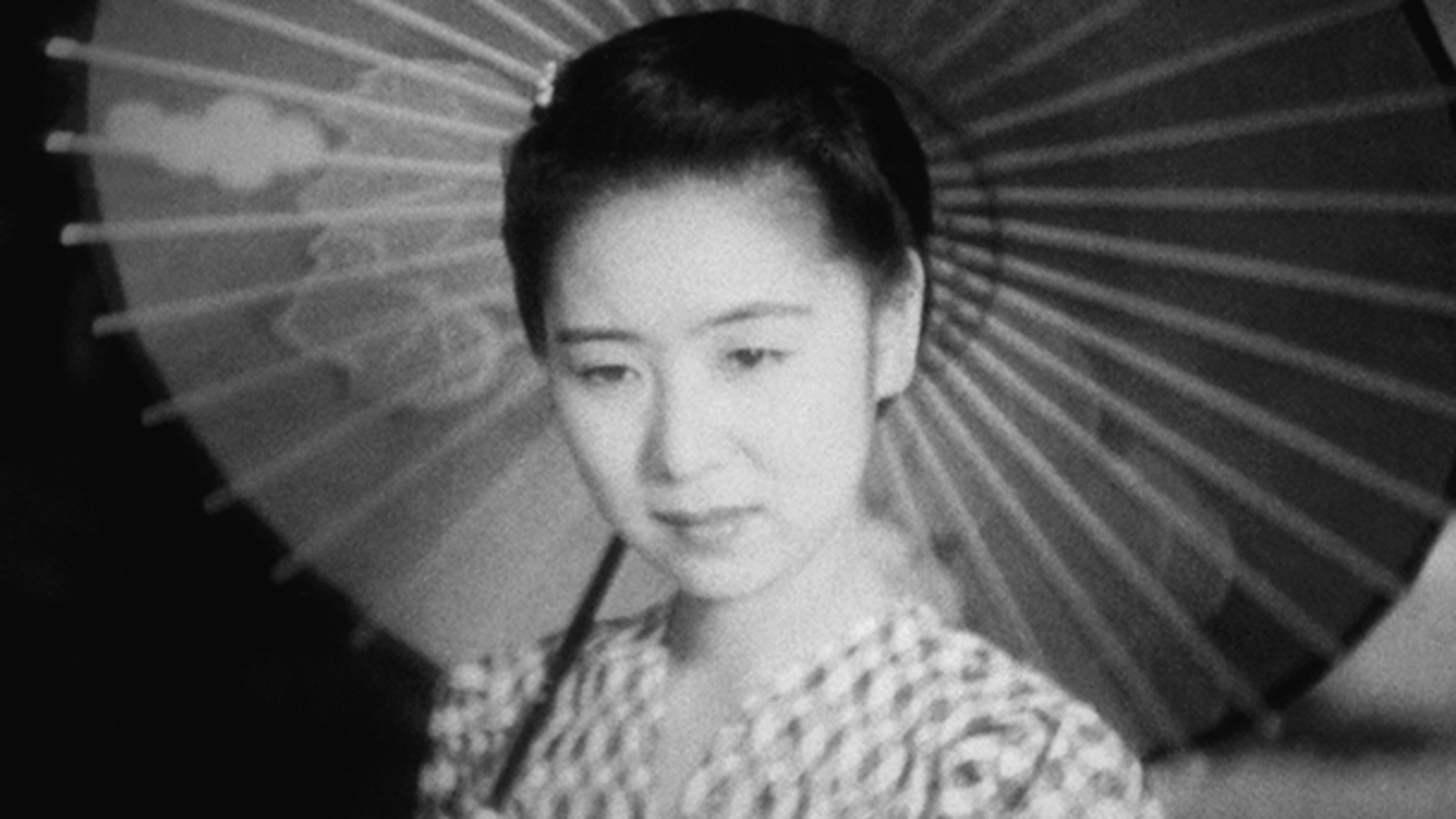
Le Peigne (1941)
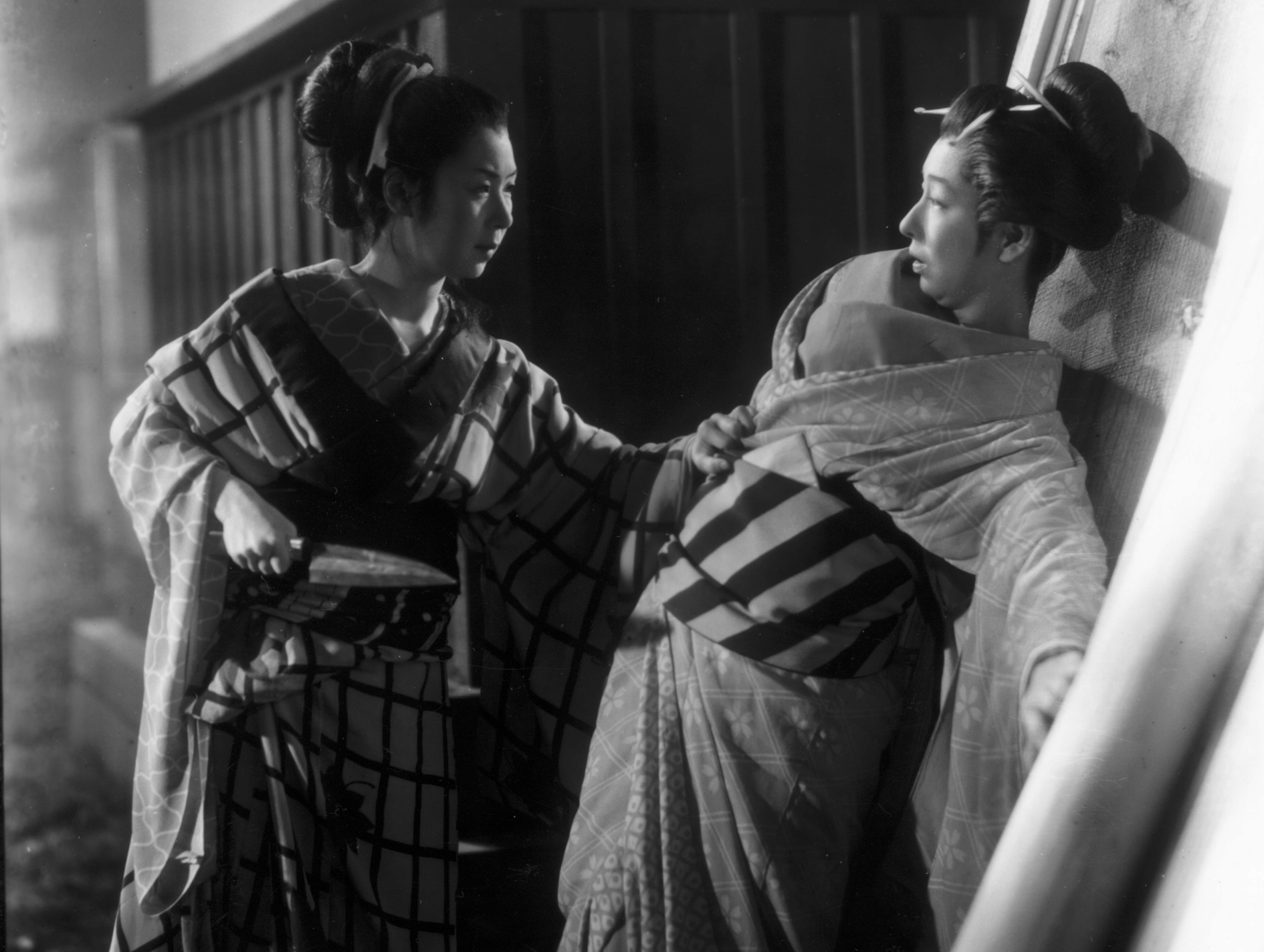
Cinq femmes autour d'Utamaro (1946)
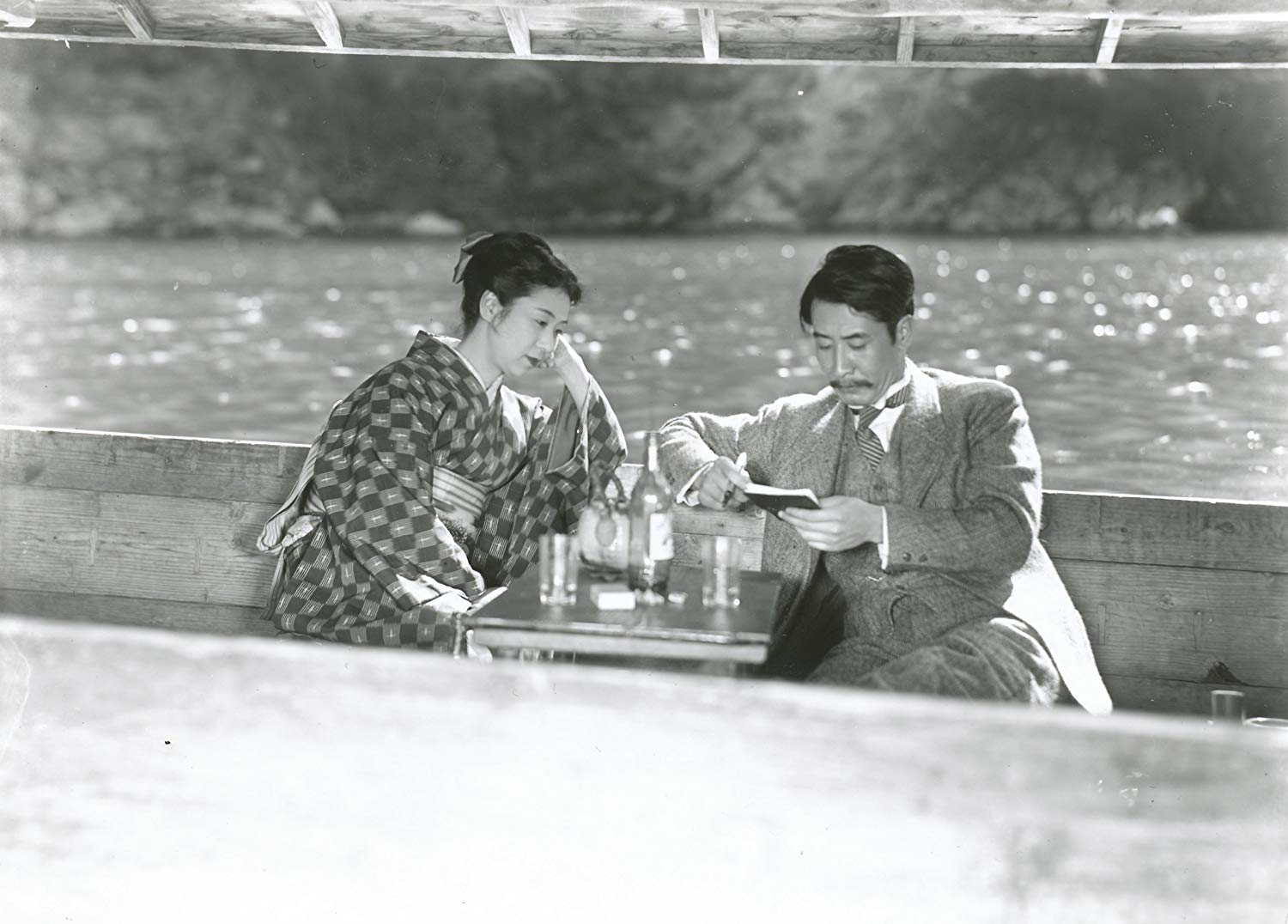
L'Amour de l'actrice Sumako (1947)
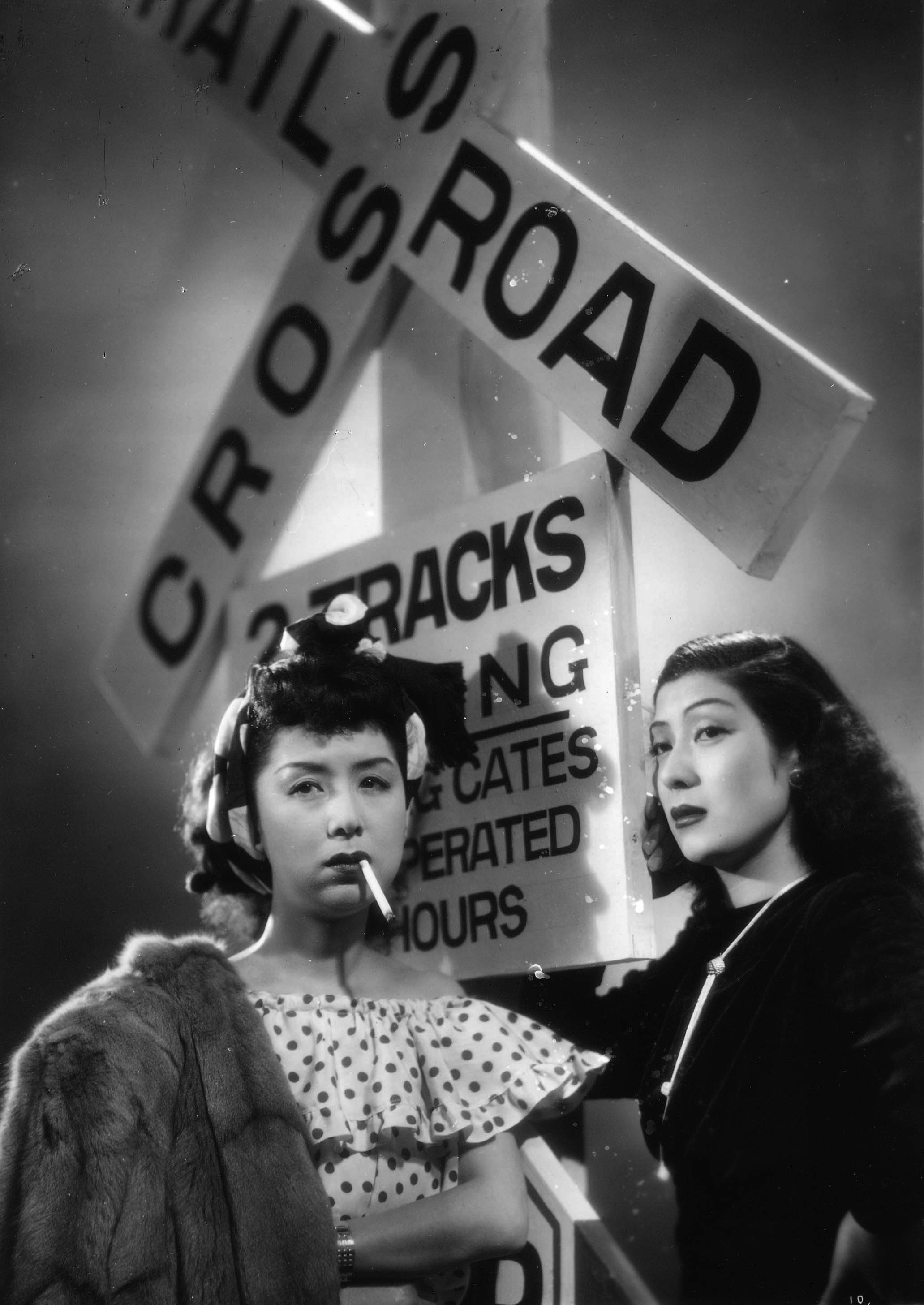
Femmes de la nuit (1948)
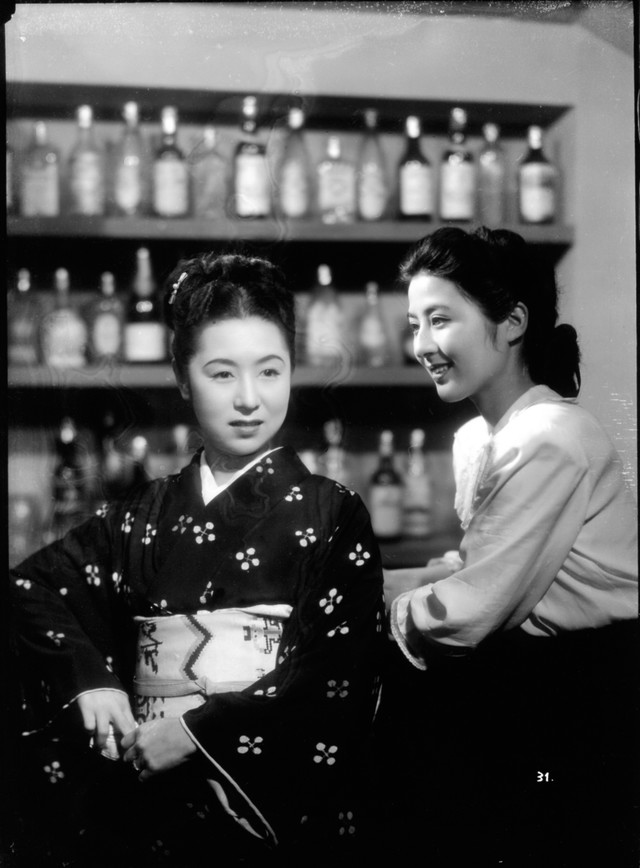
Le Fard de Ginza (1951)
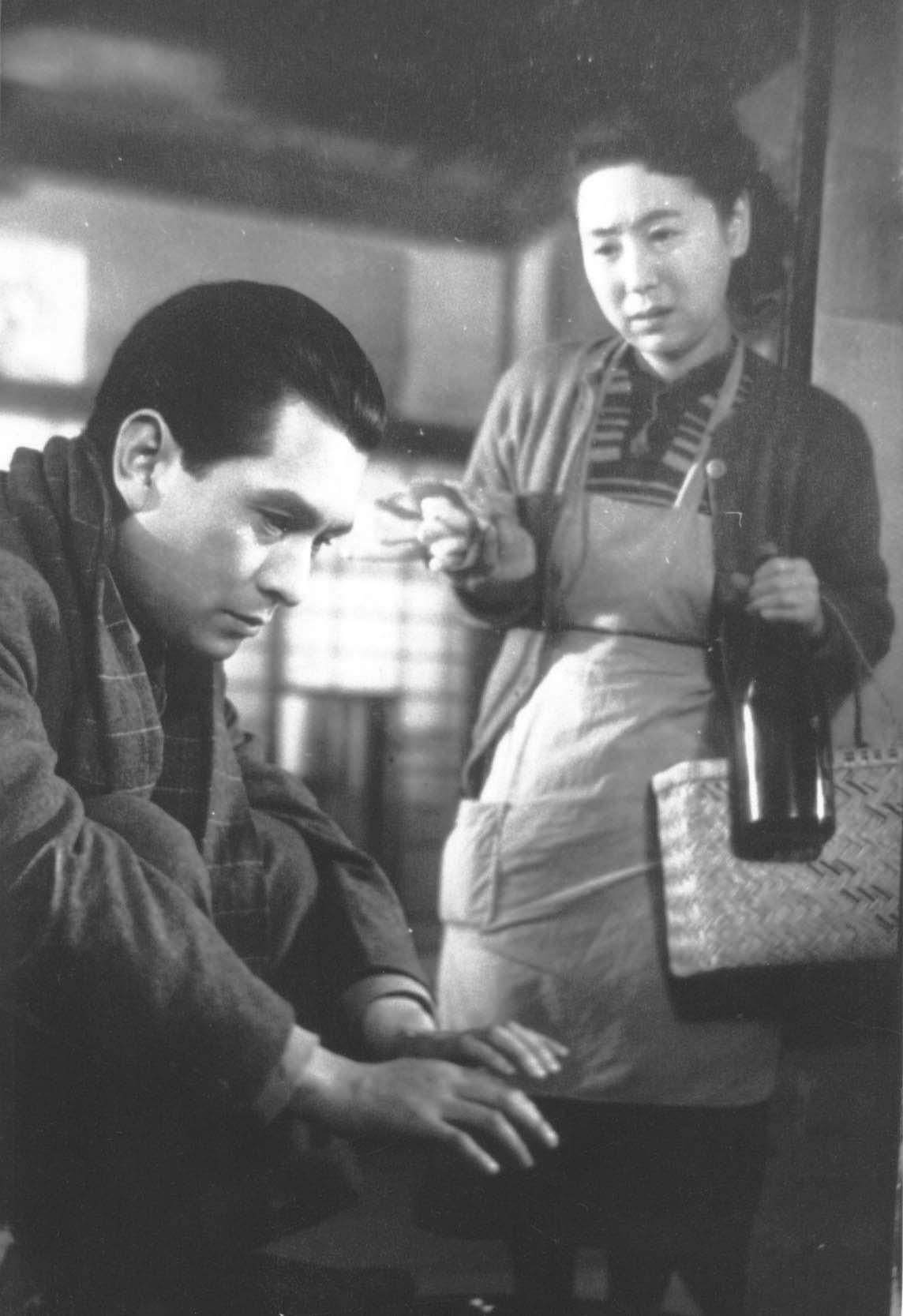
Là d'où l'on voit les cheminées (1953)

- 1940: Aizome Tsubaki (愛染椿?), regizat de Yasushi Sasaki
- 1940: J'ai un mari (私には夫がある Watashi ni wa otto ga aru?), regizat de Hiroshi Shimizu
- 1940: Kinuyo no hatsukoi (絹代の初恋?), regizat de Hiromasa Nomura
- 1940: Akatsuki ni inoru (暁に祈る?), regizat de Yasushi Sasaki
- 1940: La Résolution de la femme I (女性の覚悟 第一部 純情の花 Josei no kakugo: Junjō no hana?), regizat de Minoru Shibuya și Kenkichi Hara
- 1940: La Résolution de la femme II (女性の覚悟 第二部 犠牲の歌 Josei no kakugo: Gisei no uta?), regizat de Minoru Shibuya și Kenkichi Hara
- 1940: La Femme de Naniwa (浪花女 Naniwa onna?), regizat de Kenji Mizoguchi - Ochika
- 1940: Butai sugata (舞台姿?), regizat de Hiromasa Nomura
- 1940: Okinu to bantō  (お絹と番頭?), regizat de Hiromasa Nomura și Kenkichi Hara
- 1941: Dix jours dans une vie (十日間の人生 Tōkakan no jinsei?), regizat de Minoru Shibuya
- 1941: Genki de ikōyo (元気で行かうよ?), regizat de Hiromasa Nomura
- 1941: Fleurs (花・前後篇 Hana?), regizat de Kōzaburō Yoshimura
- 1941: Le Peigne (簪 Kanzashi?), regizat de Hiroshi Shimizu - Emi
- 1941: Dossier d'une femme médecin (女医の記録 Joi no kiroku?), regizat de Hiroshi Shimizu - infirmiera Natsuki
- 1942: La Famille (家族 Kazoku?), regizat de Minoru Shibuya
- 1942: Nippon no haha (日本の母?), regizat de Kenkichi Hara
- 1942: Une femme (或る女 Aru onna?), regizat de Minoru Shibuya - Oshige
- 1943: Nuit de veille avant le début de la guerre (開戦の前夜 Kaisen no zenya?), regizat de Kōzaburō Yoshimura
- 1943: Bombardements d'avions ennemis (敵機空襲 Tekki kūshū?), regizat de Minoru Shibuya, Hiromasa Nomura și Kōzaburō Yoshimura
- 1943: Le blanc-bec entre en scène (坊ちゃん土俵入り Bōchan dohyōiri?), regizat de Masahiro Makino Kyōtarō Namiki și Torahiko Ise
- 1944: Trois générations de Danjurō (団十郎三代 Danjurō sandai?), regizat de Kenji Mizoguchi - Okano
- 1944: Kaette kita otoko (還って来た男?), regizat de Yūzō Kawashima - Hatsue Kotani
- 1944: L'Armée (陸軍 Rikugun?), regizat de Keisuke Kinoshita
- 1944: L'Histoire de Musashi Miyamoto (宮本武蔵 Miyamoto Musashi?), regizat de Kenji Mizoguchi - Shinobu Nonomiya
- 1945: Le Chant de la victoire (必勝歌 Hisshō ka?), regizat de Kenji Mizoguchi, Masahiro Makino, Hiroshi Shimizu și Tomotaka Tasaka
- 1945: Histoire de l'arc au temple de Sanjusangendo (三十三間堂通し矢物語 Sanjūsangendō tōshiya monogatari?), regizat de Mikio Naruse - Okinu
- 1946: Nikoniko taikai uta no hanakago (ニコニコ大会 歌の花籠 第一篇?), regizat de Hideo Ōba
- 1946: Kanojo no hatsugen (彼女の発言?), regizat de Hiromasa Nomura
- 1946: La Victoire des femmes (女性の勝利 Josei no shōri?), regizat de Kenji Mizoguchi - Hiroko Hosokawa
- 1946: Cinq femmes autour d'Utamaro (歌麿をめぐる五人の女 Utamaro o meguru gonin no onna?), regizat de Kenji Mizoguchi - Okita
- 1947: Le Mariage (結婚 Kekkon?), regizat de Keisuke Kinoshita - Fumie Matsukawa
- 1947: L'Amour de l'actrice Sumako (女優須磨子の恋 Joyū Sumako no koi?), regizat de Kenji Mizoguchi - Sumako Matsui
- 1947: Le Phénix (不死鳥 Fushichō?), regizat de Keisuke Kinoshita - Sayoko Aihara
- 1948: Femmes de la nuit (夜の女たち Yoru no onnatachi?), regizat de Kenji Mizoguchi - Fusako Owada
- 1948: Une poule dans le vent (風の中の牝鶏 Kaze no naka no mendori?), regizat de Yasujirō Ozu - Tokiko Amamiya
- 1949: Flamme de mon amour (我が恋は燃えぬ Waga koi wa moenu?), regizat de Kenji Mizoguchi - Eiko Hirayama[36]
- 1949: Le Fantôme de Yotsuya (四谷怪談 Yotsuya kaidan?), regizat de Keisuke Kinoshita - Osode
- 1949: Le Fantôme de Yotsuya II (四谷怪談 後篇 Shinshaku Yotsuya kaidan: kōhen?), regizat de Keisuke Kinoshita - Osode
- 1949: Danse dans l'après-midi (真昼の円舞曲 Mahiru no embukyoku?), regizat de Kōzaburō Yoshimura - Tsuruyo Amemiya

#### Anii 1950
- 1950: L'Anneau de fiançailles (婚約指環 Konyaku yubiwa?), regizat de Keisuke Kinoshita - Noriko Kuki[37]
- 1950: Les Sœurs Munakata (宗方姉妹 Munakata kyōdai?), regizat de Yasujirō Ozu - Setsuko Munekata
- 1950: Okusama ni goyōjin (奥様に御用心?), regizat de Noboru Nakamura
- 1951: Le Palanquin mystérieux (おぼろ駕籠 Oborokago?), regizat de Daisuke Itō
- 1951: Le Fard de Ginza (銀座化粧 Ginza keshō?), regizat de Mikio Naruse - Yukiko Tsuji
- 1951: Miss Oyu (お遊さま Oyū-sama?), regizat de Kenji Mizoguchi - Oyū Kayukawa
- 1951: Yoru no mibōjin (夜の未亡人?), regizat de Kōji Shima
- 1951: La Dame de Musashino (武蔵野夫人 Musashino fujin?), regizat de Kenji Mizoguchi - Michiko Akiyama
- 1951: Aizen-kyō (愛染橋?), regizat de Akira Nobuchi
- 1951: Les Cahiers Inazuma (稲妻草紙 Inazuma sōshi?), regizat de Hiroshi Inagaki - Oyuki
- 1952: La Vie d'O'Haru femme galante (西鶴一代女 Saikaku ichidai onna?), regizat de Kenji Mizoguchi - O'Haru[38]
- 1952: Les Sœurs de Nishijin (西陣の姉妹 Nishijin no shimai?), regizat de Kōzaburō Yoshimura - Someka
- 1952: Atakake no hitobito (安宅家の人々?), regizat de Seiji Hisamatsu
- 1952: La Mère (おかあさん Okaasan?), regizat de Mikio Naruse - Masako Fukuhara, mama
- 1952: Himitsu (秘密?), regizat de Seiji Hisamatsu
- 1953: Le Cœur sincère (まごころ Magokoro?), regizat de Masaki Kobayashi - Kuniko Ariga
- 1953: Là d'où l'on voit les cheminées (煙突の見える場所 Entotsu no mieru basho?), regizat de Heinosuke Gosho - Hiroko Ogata
- 1953: Les Contes de la lune vague après la pluie (雨月物語 Ugetsu monogatari?), regizat de Kenji Mizoguchi - Miyagi[5]
- 1953 : Format:Langue, regizat de Ryō Hagiwara
- 1953: Le Trône du maître de nô (獅子の座 Shishi no za?), regizat de Daisuke Itō - Hisa Hōshō
- 1953: Lettre d'amour (恋文 Koibumi?), regizat de Kinuyo Tanaka - o clientă a lui Naoto Yamaji
- 1954: L'Intendant Sansho (山椒大夫 Sanshō dayū?), regizat de Kenji Mizoguchi - Tamaki[5]
- 1954: Calendrier de femmes (女の暦 Onna no koyomi?), regizat de Seiji Hisamatsu
- 1954: Une femme dont on parle (噂の女 Uwasa no onna?), regizat de Kenji Mizoguchi - Hatsuko Mabuchi
- 1955: La lune s'est levée (月は上りぬ Tsuki wa noborinu?), regizat de Kinuyo Tanaka - Yoneya
- 1955: Wataridori itsu kaeru (渡り鳥いつ帰る?), regizat de Seiji Hisamatsu
- 1955: Shōnen shikeishū (少年死刑囚?), regizat de Ren Yoshimura
- 1955: Tsukiyo no kasa (月夜の傘?), regizat de Seiji Hisamatsu
- 1955: Le Maître d'échecs (王将一代 Osho ichidai?), regizat de Daisuke Itō - Koharu Sakata
- 1955: Maternité éternelle (乳房よ永遠なれ Chibusa yo eien nare?), regizat de Kinuyo Tanaka - soția vecinului
- 1956: Confession amoureuse (色ざんげ Iro zange?), regizat de Yutaka Abe - Oyae
- 1956: Zakkyo kazoku (雑居家族?), regizat de Seiji Hisamatsu
- 1956: Aya ni ai shiki (あやに愛しき?), regizat de Jūkichi Uno
- 1956: Jōshū to tomo ni (女囚と共に?), regizat de Seiji Hisamatsu - Takehara
- 1956: Arachi (嵐?), regizat de Hiroshi Inagaki - Otoku
- 1956: Au gré du courant (流れる Nagareru?), regizat de Mikio Naruse - Rika Yamanaka / Oharu
- 1957: Le Corbeau jaune (黄色いからす Kiiroi karasu?), regizat de Heinosuke Gosho - Yukiko Matsumoto
- 1957: Les Demi-frères (異母兄弟 Ibo kyōdai?), regizat de Miyoji Ieki - Rie
- 1957: La Geisha du vieux quartier (太夫さんより 女体は哀しく Kottai-san yori: Nyotai wa kanashiku?), regizat de Hiroshi Inagaki - Oei
- 1957: Sur la terre (地上 Chijo?), regizat de Kōzaburō Yoshimura - Omitsu
- 1958: La tristesse est aux femmes (悲しみは女だけに Kanashimi wa onna dakeni?), regizat de Kaneto Shindō - Hideyo
- 1958: La Ballade de Narayama (楢山節考 Narayama bushiko?), regizat de Keisuke Kinoshita - Orin
- 1958: Fleurs d'équinoxe (彼岸花 Higanbana?), regizat de Yasujirō Ozu - Kiyoko Hirayama
- 1958: L'Arc-en-ciel éternel (この天の虹 Kono ten no niji?), regizat de Keisuke Kinoshita - Fumi Kageyama
- 1959: Hahakogusa (母子草?), regizat de Sō Yamamura - Shige Ozawa
- 1959: Subarashiki musumetachi (素晴らしき娘たち?), regizat de Miyoji Ieki
- 1959: Taiyō ni somuku mono (太陽に背く者?), regizat de Tatsuo Sakai
- 1959: Une histoire d'amour de Naniwa (浪花の恋の物語 Naniwa no koi no monogatari?), regizat de Tomu Uchida - Myokan Kameya
- 1959: La Naissance du Japon (日本誕生 Nippon tanjō?), regizat de Hiroshi Inagaki - prințesa Yamato[39]

#### Anii 1960
- 1960: Tendre et folle adolescence (おとうと Otōto?), regizat de Kon Ichikawa - mama
- 1961: Wakarete ikiru toki mo (別れて生きるときも?), regizat de Hiromichi Horikawa - mama lui Michi
- 1962: Chronique de mon vagabondage (放浪記 Hōrōki?), regizat de Mikio Naruse - Kishi, mama lui Fumiko
- 1962: Tateshi Danpei (殺陣師段平?), regizat de Shunkai Mizuho
- 1962: Kā-chan nagaiki shitene (かあちゃん長生きしてね?), regizat de Yoshirō Kawazu
- 1963: Kekkonshiki kekkonshiki (結婚式・結婚式?), regizat de Noboru Nakamura - Masa
- 1963: La Légende du combat à mort (死闘の伝説 Shitō no densetsu?), regizat de Keisuke Kinoshita - Shizuko Sonobe
- 1963: Seul sur l'océan Pacifique (太平洋ひとりぼっち Taiheiyō hitori-botchi?), regizat de Kon Ichikawa
- 1963: La Mer étincelante (光る海 Hikaru umi?), regizat de Kō Nakahira - Nobuko Yazaki
- 1964: Le Parfum de l'encens (香華 Kōge?), regizat de Keisuke Kinoshita - Tsuna[n 3]
- 1964: Kono sora no aru kagiri (この空のある限り?), regizat de Hideo Sakurai
- 1965: Haha no saigetsu (母の歳月?), regizat de Junzō Mizukawa[n 3]
- 1965: Barbă Roșie (赤ひげ Akahige?), regizat de Akira Kurosawa - dna Yasumoto, mama lui Noboru[40]

#### Anii 1970
- 1972: Otoko wa tsurai yo: Torajirō yumemakura (男はつらいよ 寅次郎夢枕?), regizat de Yōji Yamada
- 1974: Trois vieilles dames (三婆 Sanbaba?), regizat de Noboru Nakamura - Taki Takeichi
- 1974: Sandakan N° 8 (サンダカン八番娼館 望郷 Sandakan hachibanshōkan bōkyō?), regizat de Kei Kumai - Osaki Yamakawa la bătrânețe
- 1975: Ore no iku michi (おれの行く道?), regizat de Shigeyuki Yamane - Kiku Sasaki
- 1975: Kenji Mizoguchi ou la vie d'un artiste (ある映画監督の生涯 溝口健二の記録 Aru eiga-kantoku no shōgai Mizoguchi Kenji no kiroku?), regizat de Kaneto Shindō (documentar) - ea însăși
- 1976: Le Cap du nord (北の岬 Kita no misaki?), regizat de Kei Kumai - o călugăriță
- 1976: La Berceuse de la grande terre (大地の子守唄 Daichi no komoriuta?), regizat de Yasuzō Masumura - femeia care oferă orez

### Regizoare
- 1953: Lettre d'amour (恋文 Koibumi?)
- 1955: La lune s'est levée (月は昇りぬ Tsuki wa noborinu?)[n 5]
- 1955: Maternité éternelle (乳房よ永遠なれ Chibusa yo eien nare?)[n 6]
- 1960: La Princesse errante (流転の王妃 Ruten no ōhi?)
- 1961: La Nuit des femmes (女ばかりの夜 Onna bakari no yoru?)[n 7]
- 1962: Mademoiselle Ogin (お吟さま Ogin-sama?)[n 8][41]

## Premii și distincții
- Medalia de Onoare cu panglică violetă (1970)
- Ordinea Tezaurului Sacru, clasa a III-a, raze de aur cu panglică de gât (1977)
- Berlinala 1975: Ursul de Argint pentru cea mai bună actriță, pentru Sandakan N° 8[42]
- Premiul Mainichi pentru cea mai bună actriță:
  - în 1948, pentru Le Mariage, L'Amour de l'actrice Sumako și Le Phénix[43][44]
  - în 1949, pentru Femmes de la nuit și Une poule dans le vent[43][45]
  - în 1975, pentru Sandakan N° 8 și Trois vieilles dames[46][47]
- Premiul Mainichi pentru cea mai bună actriță în rol secundar:
  - în 1958, pentru Les Demi-frères, Sur la terre și La Geisha du vieux quartier[48][49]
  - în 1961, pentru Tendre et folle adolescence[48][50]
- Premiul Kinema Junpō pentru cea mai bună actriță:
  - în 1959, pentru La Ballade de Narayama[51][52]
  - în 1975, pentru Sandakan N° 8[53][54]

### Selecție
- Festivalul Internațional de Film de la Cannes (1954): în competiție oficială pentru Lettre d'amour[55]

## Legături externe
- Choreography of desire: analysing Kinuyo Tanaka's acting in Mizoguchi's films by Chika Kinoshita
- Kinuyo Tanaka la Internet Movie Database
- Kinuyo Tanaka's JMDb Listing (in Japanese)
- Kinuyo Tanaka la Find a Grave